# Palácio de Cristal de la Arganzuela

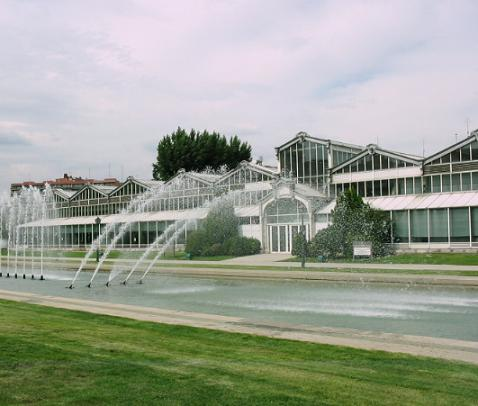
Palácio de cristal de la Arganzuela

O Palácio de Cristal de la Arganzuela fica situado em Madrid (Espanha) nas instalações do que foi antigamente o Matadero Municipal de Arganzuela.